# Aleš Háma

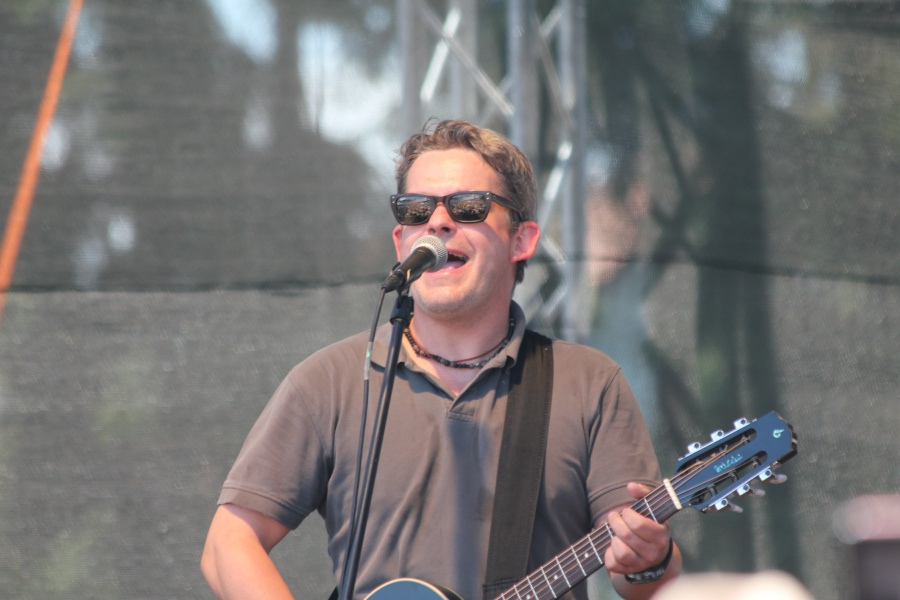
Aleš Háma bei einem seiner Auftritte als Sänger und Gitarrist, 2012

Aleš Háma (* 6. Mai 1973 in Karlsbad) ist ein tschechischer Schauspieler, Sänger, Gitarrist, Moderator und Synchronsprecher.

## Leben
Aleš Háma stammt aus dem Kurort Karlsbad und besuchte nach Abschluss des Gymnasiums von 1988 bis 1994 das Konservatorium in Prag, wo er gemeinsam mit Jakub Wehrenberg, Adéla Gondíková, Tereza Pergnerová und Kateřina Hrachovcová studierte. Bereits während des Studiums ging er ab 1993 an das Theater Divadlo Jaroslava Průchy in Kladno.
Von 1994 bis 1996 arbeitete Aleš Háma in Palo Alto in den USA. Nach Rückkehr in die Tschechische Republik gründete er dort die Musikgruppe Hamleti, die bis heute in unveränderter Besetzung auftritt. Gleichzeitig moderierte er und Jakub Wehrenberg beim Sender Frekvence 1 eigene Musik- und Tanzsendungen. Daneben tritt er auch im tschechischen Film und Fernsehen als Schauspieler, Gitarrist und Moderator in Erscheinung. Beispielsweise moderierte Aleš Háma den Eurovision Song Contest 2015 für das tschechische Fernsehen. Bekannt wurde er auch durch seine Auftritte in zahlreichen Musicals.
Aleš Háma ist verheiratet und hat zwei Söhne.

## Filmographie
- 1998: Policajti z předměstí (TV)
- 2002: Útěk do Budína
- 2002: Vůně vanilky (TV)
- 2004: Pojišťovna štěstí (TV-Serie)
- 2007: Tři životy (TV)
- 2007: Láska in memoriam (TV)
- 2008: Operace Silver A (TV)
- 2011: Setkání s hvezdou Jana Hlavácová (TV)
- 2014: Ulice (TV-Serie)
- 2017: Tvoje tvář má známý hlas (TV)
- 2018: Hotel Hvezdár (TV)

## Diskographie
- 2011: Plesová sezóna (Ballsaison)

## Auftritte bei Musicals
- 2000: Pomáda
- 2003: Rebelové
- 2004: Tři mušketýři
- 2007: Angelika
- 2007: Producenti
- 2008: Adéla ještě nevečeřela
- 2008: Limonádový Joe
- 2009: Dracula
- 2010: Ať žije rokenrol
- 2010: Baron Prášil

## Synchronsprecher
- 2008: The Big Bang Theory
- 2015: Alenka - dívka, která se nestane